# Amadeo de Souza-Cardoso
Amadeo de Souza-Cardoso (Mancelos, 14 de noviembre de 1887-Espinho, 25 de octubre de 1918) fue un pintor portugués, precursor del arte moderno, que continuó la tendencia trazada por los artistas de vanguardia de su época. Aunque tuvo una vida breve, su obra es de referencia destacada en la pintura portuguesa.
Perteneció a la primera generación de pintores modernistas portugueses. Destacaba entre todos ellos por la calidad excepcional de su obra y por el diálogo que estableció con la vanguardia histórica de principios del siglo XX. Su pintura se articula de modo abierto con movimientos como el cubismo, el futurismo o el expresionismo, alcanzando en muchos momentos —y de forma permanente en la producción de los últimos años—, un nivel en equiparable a la producción artística de la época.
Su muerte a los treinta años de edad dictó el fin abrupto de una obra pictórica en plena madurez y de una carrera internacional prometedora pero aún en fase de afirmación. Quedó largamente olvidado, dentro y, sobre todo, fuera de Portugal: «El silencio que durante largos años cubrió con un espeso manto la visibilidad interpretativa de su obra [...], y que fue también el silencio de Portugal como país, no permitió Actualización histórica internacional del artista»; y «solo muy recientemente Amadeo de Souza-Cardoso comenzó su camino de reconocimiento historiográfico».

## Biografía

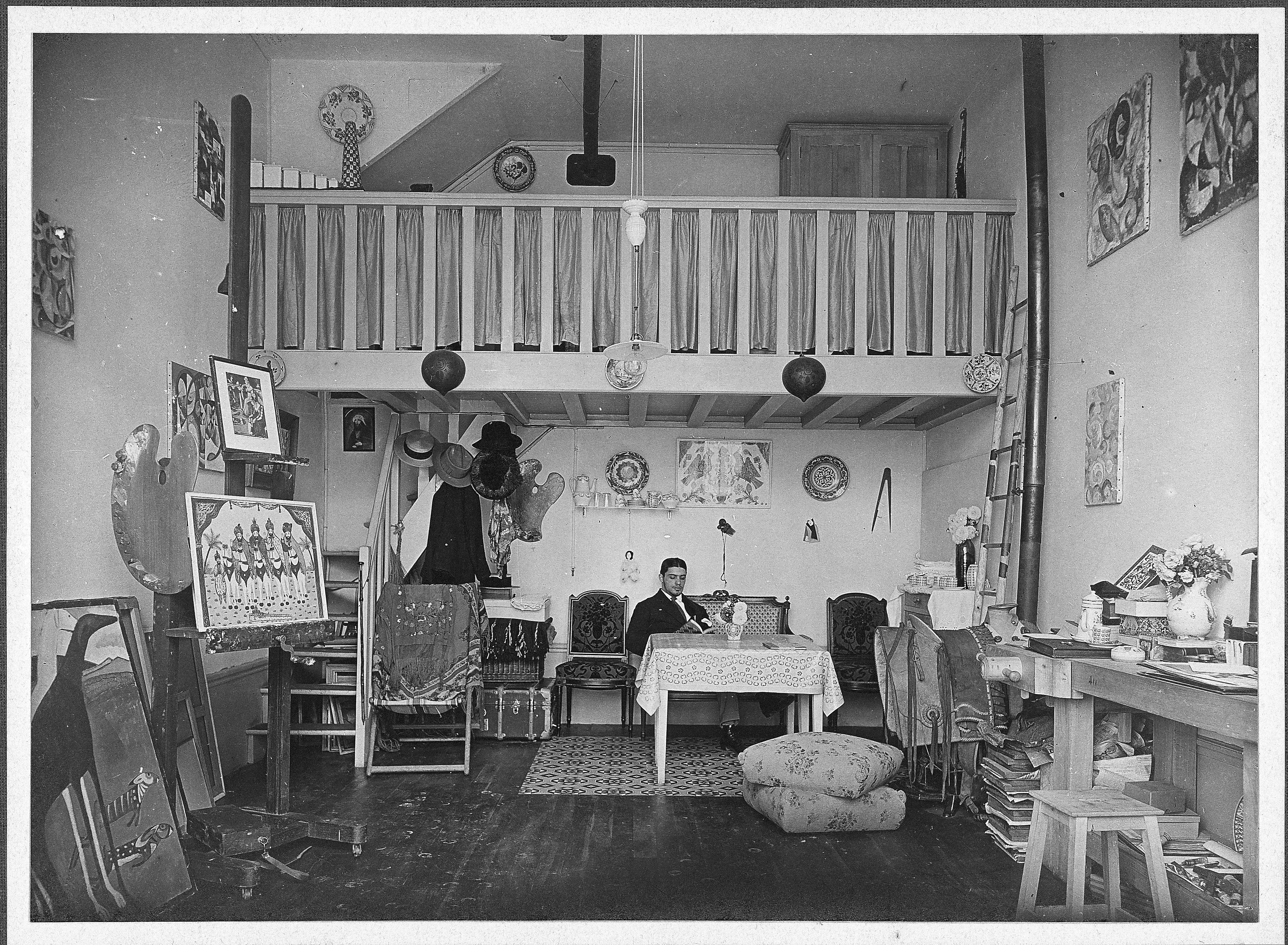
Amadeo en su estudio, Rue Ernest Cresson, 20, París, 1912

El hijo de Emilia Cándida Ferreira Cardoso y José Emygio de Sousa Cardoso, Amadeo de Souza-Cardoso nace en Manhufe, Amarante, en «una familia de buena burguesía rural, poderosa y de mucha religión, entre nueve hermanos [...] Su padre era una especie de caballero farmer, viñador rico, de espíritu práctico, deseando educar eficientemente a los hijos».
Estudió en el Liceu Nacional de Amarante y más tarde en Coímbra. En 1905 ingresa en el curso preparatorio de dibujo en la Academia Real de Bellas Artes, en Lisboa; Y en noviembre del año siguiente (el día en que celebra su decimonoveno aniversario), viaja a París, instalándose en el barrio de Montparnasse, famoso punto de encuentro de intelectuales y artistas, donde vivirá desde 1907 hasta 1914. A lo largo de estos ocho años regresará, sin embargo, varias veces a Portugal durante periodos de tiempo irregular.
Durante su estancia en París establece contacto con otros artistas portugueses, entre ellos, Francisco Smith, Eduardo Viana y Emmerico Nunes. A menudo los talleres de Godefroy y Freynet con el propósito de preparar la admisión al curso de arquitectura, proyecto que abraza, en parte para responder a las expectativas familiares, pero que acaba por abandonar. Publica caricaturas en periódicos portugueses como El Primero de Enero (1907) y la Ilustración Popular (1908-1909).
El inicio de su actividad como pintor data probablemente de 1907. Al año siguiente conoce a Lucie Meynardi Pecetto, con quien se casó siete años más tarde. En 1909 frecuenta las clases del pintor Anglada-Camarasa en la Académie Vitti y más tarde las Academias Livres.

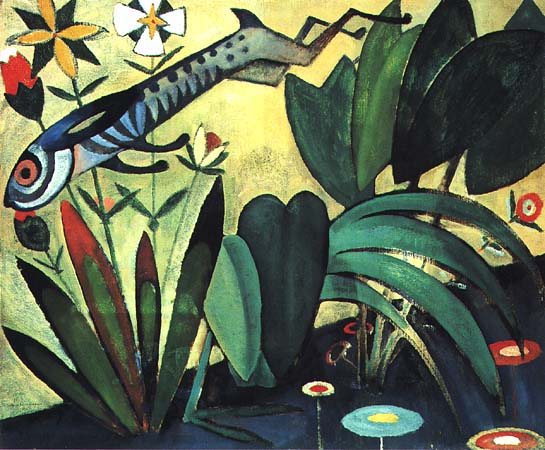
Saut du Lapin (Salto do coelho), 1911, óleo sobre tela,

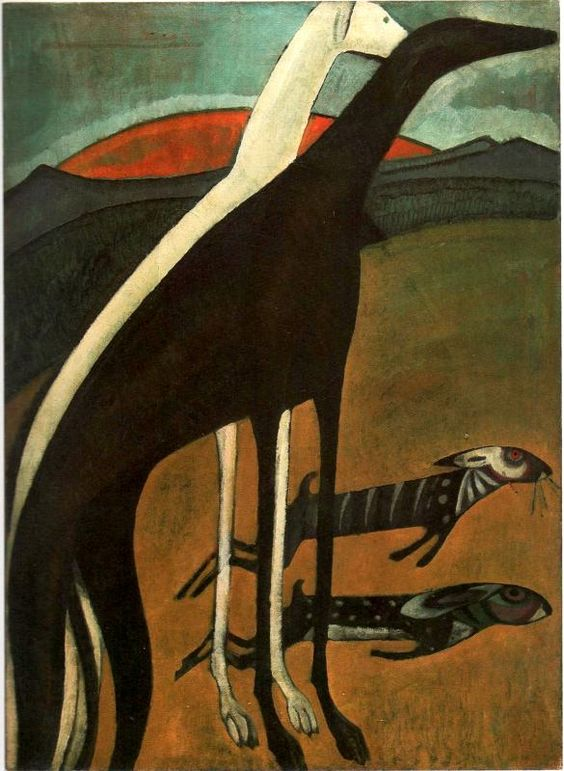
Los galgos, 1911, óleo sobre tela,

En 1910 establece una fuerte y duradera relación de amistad con Amedeo Modigliani, Constantin Brancusi y Oleksandr Arjípenko. En su correspondencia a Portugal Amadeo se refiere a su fascinación por lo que denomina "pintores primitivos" (y por la escultura y arquitectura de la cristiandad); Por otro lado, revela un sentimiento artístico ya madurado, manifestando su oposición al naturalismo en favor de opciones plásticas exigentes, distanciadas de presupuestos académicos.
El día 5 de marzo de 1911, Modigliani y Amadeo inauguran una exposición en el taller del pintor portugués, cerca del Quai d'Orsay, cuyo libro de visitas fue firmado por Picasso, Apollinaire, Max Jacob y Derain; El mes siguiente participa por primera vez en una gran muestra internacional, el XXVII Salon des Independents, exposición determinante y que da gran visibilidad al cubismo. En ese mismo año conoce a Sonia y Robert Delaunay y, a través de ellos, a Apollinaire, Picabia, Chagall, Boccioni, Klee, Franz Marc y Auguste Macke. En 1912 publica el álbum XX Dessins, donde reúne dibujos de ese año y del anterior que tendrán gran divulgación en la prensa francesa y portuguesa; Participa en el X Salon d'Automne (Grand Palais), concluyendo su corto ciclo expositivo en París.
Es uno de los artistas representados en el Armory Show de Nueva York en 1913, exposición que marca el gran viraje modernista en el medio artístico norteamericano: atento al panorama artístico alemán, expone también en Berlín, en el Erster Deutscher Herbstsalon (Primer Salón de Otoño Alemán), organizado por la Galería Der Sturm, en conjunto con artistas mayoritariamente asociados a la «nueva pintura», de los futuristas italianos al grupo del Blaue Reiter ya la pareja Delaunay. En 1914 ya tiene trabajos expuestos en Londres y en los Estados Unidos (Exposición de Pintura y Escultura en el "Modern Spirit", Milwaukee Art Society). Su espíritu inestable lo hace pasar por «momentos de terrible ansiedad».
Durante un viaje a Barcelona le informan del inicio de la Primera Guerra Mundial (1914-1918). Regresa a Portugal y el 26 de septiembre se casa con Lucie Pecetto, estableciendo su residencia en la Casa do Ribeiro, en Manhufe, la cual había sido mandada a construir por su padre. Al año siguiente se reencuentra con Sonia y Robert Delaunay, quienes habían fijado su residencia en Vila do Conde. Ocupa su tiempo entre la pintura, la caza, los paseos a caballo, pero su aislamiento comienza a volverse complicado de soportar y hace planes para regresar a París. 1916 queda marcado por varios intentos fallidos de participación en exposiciones internacionales; En ese mismo año publica una serie de doce reproducciones y realiza exposiciones individuales en Oporto (Salón de Fiestas del Jardín Pasos Manuel) y en Lisboa (Liga Naval, palacio del Calhariz). La acogida crítica, «en un país poco acostumbrado a exposiciones de este género, en que el modelo de los salones todavía estaba en vigor, fue sobre todo marcado por la sorpresa»; La articulación del montaje, «las obras exhibidas y la internacionalización del artista portugués causaron espanto generalizado». Durante su estancia en Lisboa convive con José de Almada Negreiros y con miembros del grupo Orpheu.
En 1917 se involucra en proyectos editoriales con Almada Negreiros y publica dos trabajos en la revista Portugal Futurista (Farol y Cabeça Negra), pero sobre todo trabaja intensamente, profundizando su universo pictórico, que expande en nuevas direcciones. Al año siguiente contrae una enfermedad de la piel que le afecta el rostro y las manos y le impide trabajar. Abandona Manhufe y se refugia en Espinho, en un intento vano de escapar a la pandemia de gripe española. Fallece el 25 de octubre de ese mismo año debido a esta enfermedad.

## Obra

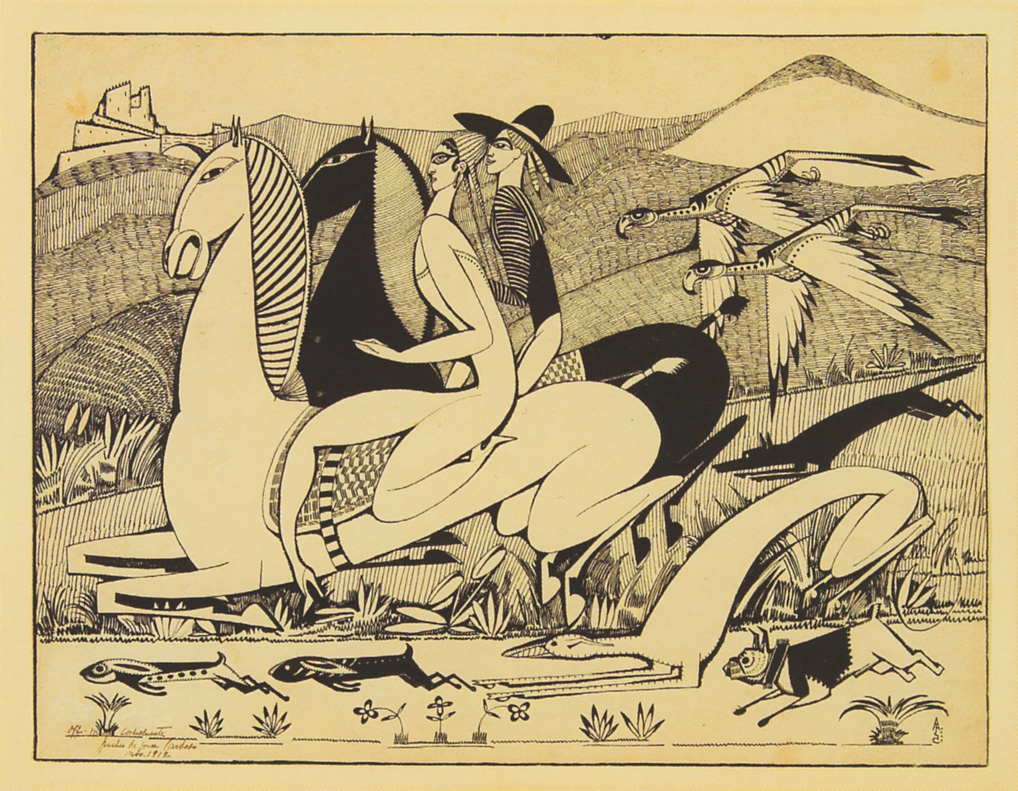
Les Faucons (Os falcões), 1912, tinta-da-china sobre papel,

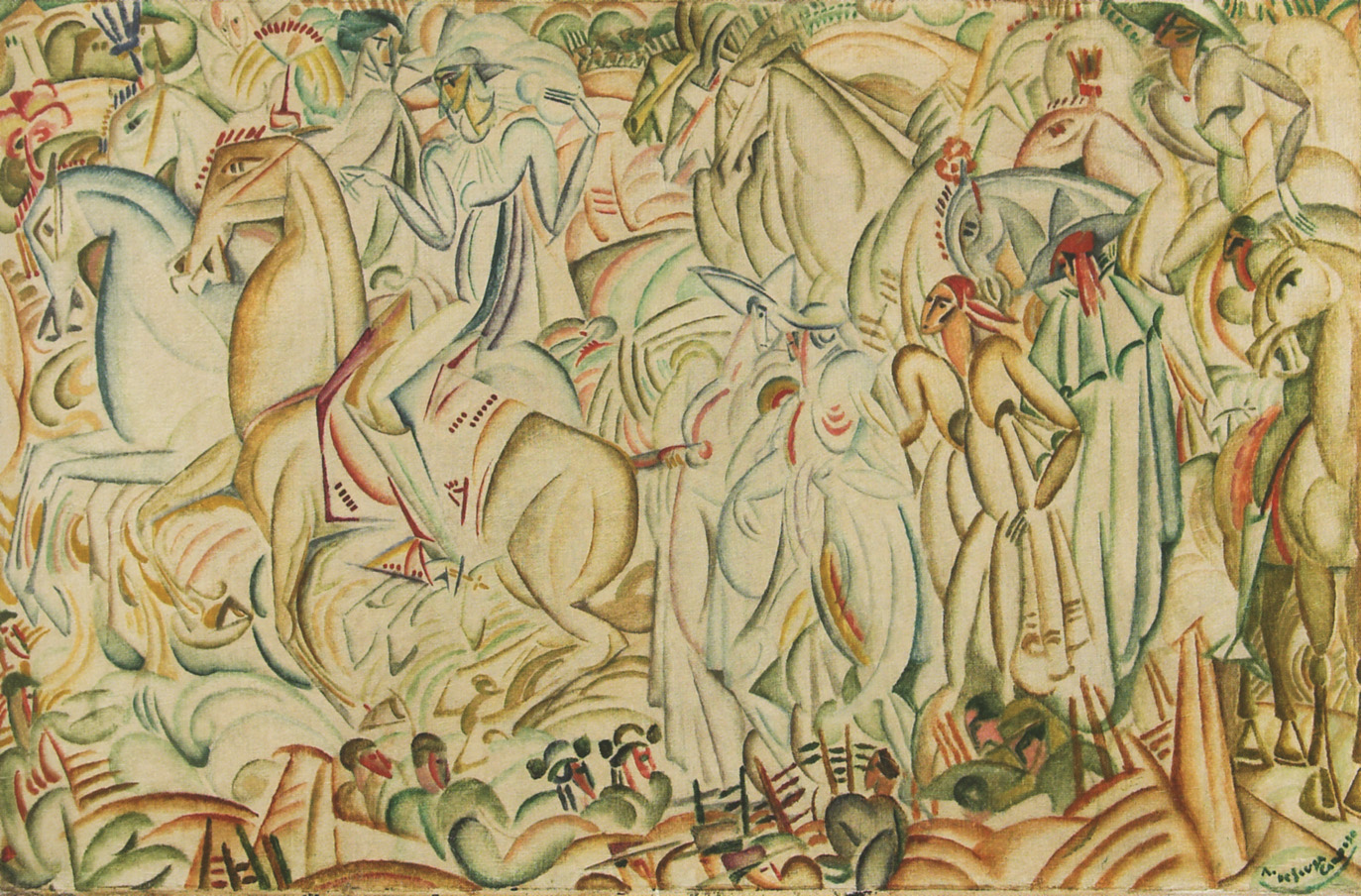
Avant la Corrida, 1912, óleo sobre tela,

Un año después de su partida a París «habrá sido un año de choque», un año de revelación, marcando el inicio de su actividad como pintor, aunque sus primeras pinturas conocidas datan de los años inmediatos; Se trata de ejercicios, de escala reducida, donde representa interiores de cafés o paisajes de forma más o menos convencional. Si muchas de estas obras revelan vacilación, la lección de Cézanne adviene ya algunos de los paisajes más exitosos.

### Madurez
En 1910 estudia con Anglada Camarasa, pintor español de colorido vibrante pero también de algún simbolismo estilizado, que impulsa ese momento de crecimiento; Al año siguiente su obra comienza a revelar verdaderos signos de madurez, en un «estilo precioso y mundano, algo decorativo en su grafismo estilizado y en su colorido espectacular, donde se revela la influencia del orientalismo lujoso de los Ballets Rusos de Diaghilev», ese «verdadero fenómeno multidisciplinario que, con sus danzas exóticas y exuberantes transfiguró el paisaje mental de todos los artistas».
Marcado por múltiples referencias de la larga tradición erudita del arte europeo a la intensidad jerárquica del arte primitivo africano; De la linealidad sofisticada de los grabados y acuarelas japonesas a las roturas formales y conceptuales del cubismo y del futurismo, para él, en este momento de consolidación de ideas es igualmente determinante la amistad y convivencia con artistas como Modigliani o Brancusi. Es en este cuadro de referencias surgen pinturas como Saut du Lapin (Salto do Coelho) o Los Galgos, 1911, y el álbum de 20 dibujos que publicará al año siguiente, con su fin marcadamente decorativo «en que asoman aún ecos del Jugenstil, y donde busca afirmar su identidad, gráfica y personal, revisándose en memorias o fantasías y proyectando la construcción de algunos escenarios más adecuados a su mitología personal. Amadeo es un caballero veloz, un cazador con galgos y halcones, que atraviesa la galope sus montañas en Manhufe hasta llegar a su casa, que se percibe como un castillo en la cima de una jerarquía de colinas» (ver, por ejemplo, Les Faucons, 1912).

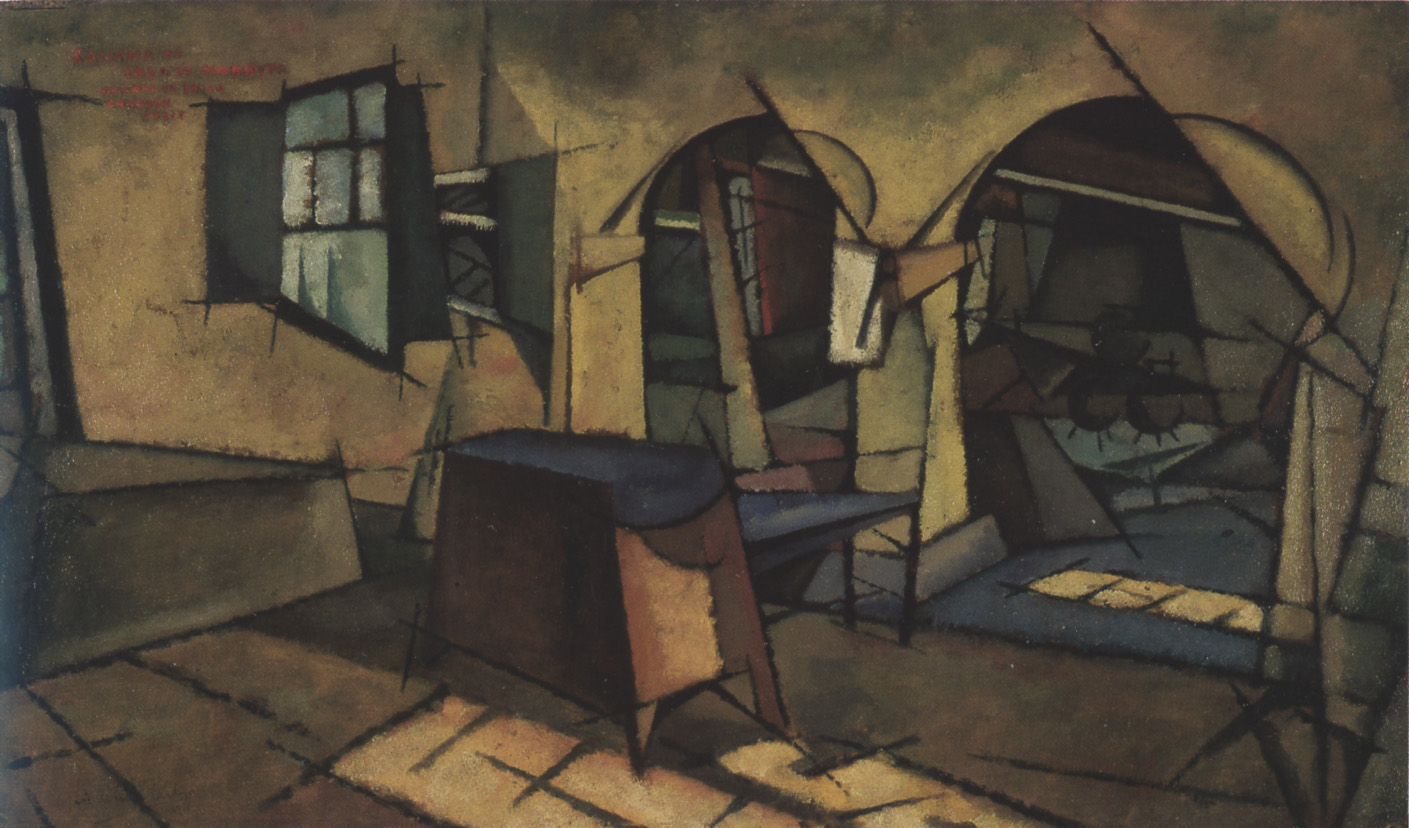
Cozinha da Casa de Manhufe, c. 1913, óleo sobre madeira,

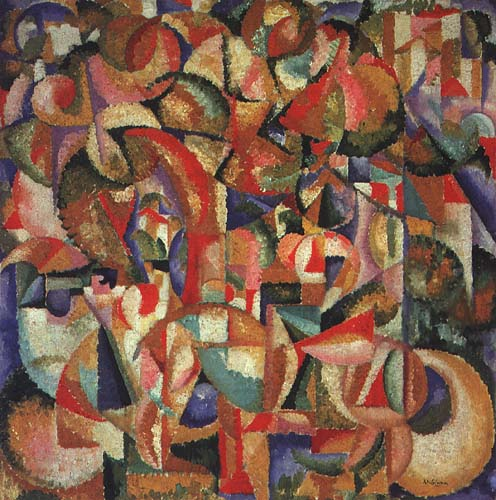
Título desconocido(Les Cavaliers), c. 1913, óleo sobre tela,

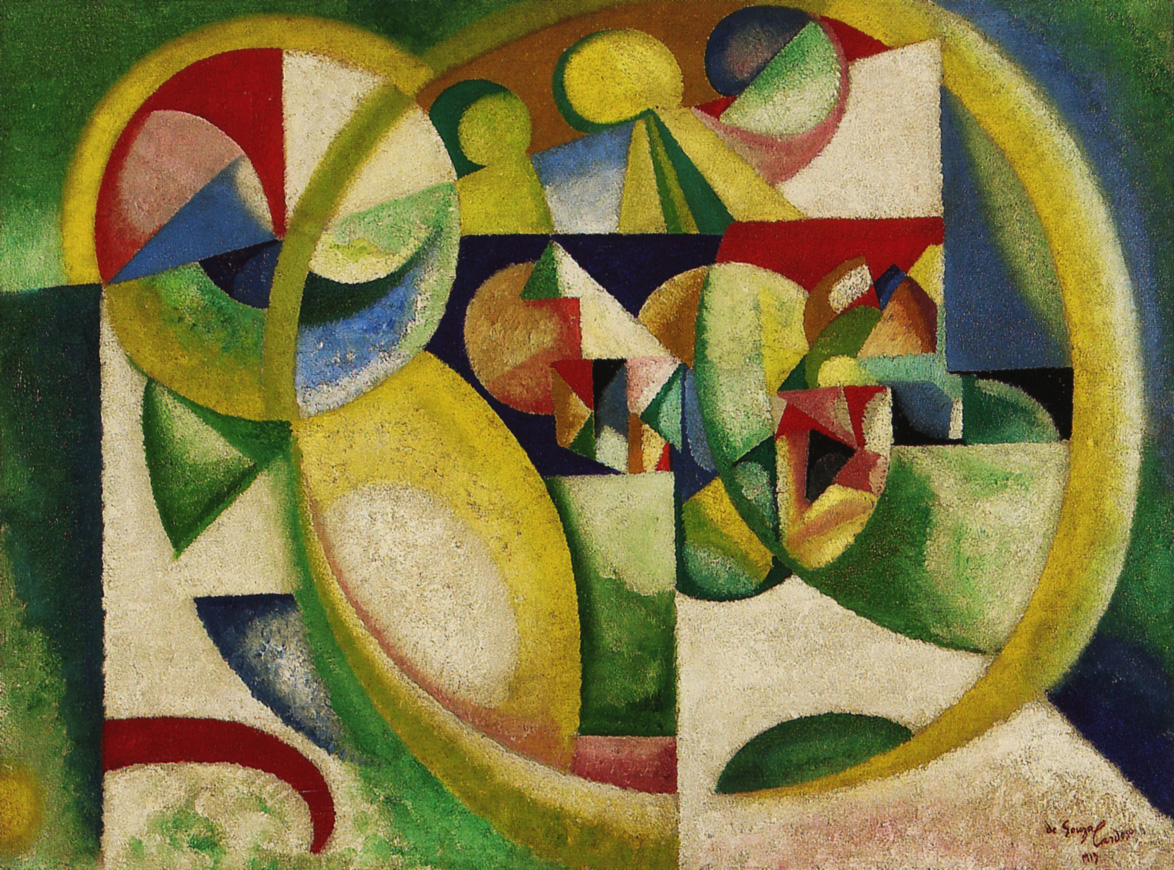
Sin título, 1913, óleo sobre tela,

En 1912 participa en el Salon de Independents y en el Salon d'Automne con un "conjunto de obras, seductoras en el tiempo por el uso de una moderada técnica cubista, templada con los arabescos decorativos de un imaginario singular, visualmente muy apelativo" (y donde se siente una voluntad de representar el movimiento que tal vez pueda relacionarse con los principios del manifiesto futurista). En obras como Avant la Carrera, 1912 —expuesto en el Salon d'Automne y en el Armory Show—, Amadeo busca un camino singular a través de aspectos temáticos menos comunes y de soluciones formales algo híbridas que se asocian a movimientos artísticos dispares, "aproximándose deliberadamente de los márgenes alternativos de los programas.
Su participación con trabajos de este tipo en el Armory Show, 1913, será un éxito desde el punto de vista comercial. De las ocho pinturas expuestas, se venden siete, tres de ellas —Saut du Lapin, 1911; Chateau Fort, c. 1912; Paysage, 1912— a Jerome Eddy, autor del primer libro en inglés sobre el cubismo. La opinión de este importante coleccionista fijará, por muchos años, el análisis interpretativo de la obra de Amadeo «en ese período, brillante y sofisticado, pero aún distante de futuros desarrollos».
Paralelamente, trabaja el paisaje en obras donde el sentido predominantemente lineal cede el lugar a otro tipo de plasticidad, en una aproximación a la sensibilidad impresionista que evoluciona rápidamente hacia obras totalmente abstractas: «Entre un juego geométrico de relieves y un ritmo colorido de masas de arboleda, Amadeo avanza hacia soluciones de progresiva indiferencia, como si esas masas densas perdieran su referencia a la realidad, para transformarse en exclusivas soluciones formales. Se radicalizará su enfoque, aproximándose de forma más explícita a la descomposición cubista (como en la famosa Cocina de la Casa de Manhufe, 1913), que en otras pinturas será tratada a través de un cromatismo abierto más cercano a Delaunay (por ejemplo, Les Cavaliers, c. 1913); Y tematicamente oscila entre caminos diversos, con las alusiones figurativas a la figura humana, a la naturaleza muerta o al paisaje, a alternar con obras estrictamente abstractas».
En 1914 expone trabajos en Londres y Berlín, lo que indica un deseo de encontrar nuevas vías de internacionalización. La participación en el primer salón de otoño (Herbstsalon) organizado por la Galería Der Sturm, es particularmente significativa de su conexión al polo de difusión alemana. «El dramatismo y la intensa espiritualidad que forma la personalidad del artista, no pueden ser excluidos de su implicación con el movimiento expresionista y con las sensibilidades estéticas que con él se cruzaron. Coincidiendo sensiblemente con la cronología de su paso expositivo por Alemania , desarrolló varias series de trabajos de intenso diálogo con los contenidos, formales y teóricos, de los expresionismos de su tiempo» (es lo que sucede de forma explícita con un conjunto de cabezas, o máscaras, datado de 1914, que remite también las exploraciones pioneras de Picasso en torno a las máscaras africanas). Y será ésta, después de todo, una de las principales líneas unificadoras de su obra plurifacetada. Incluso cuando los caminos formales apuntan en otras direcciones, «su alma de expresionista, esquiva las clasificaciones y modelos rígidos, individualista, inquieta y disonante [...] sostiene el desarrollo de su trabajo», atravesando todas las fases, desde los primeros paisajes hasta A su modo final.
El diálogo con las vanguardias de principios del siglo XX será el gran motor detrás de la obra de Amadeo, pero hay factores determinantes de otro orden que se prenden con un universo temático marcado por referentes personales. En una carta dirigida a su madre en 1908, el pintor lamentaba la ausencia de «un fuerte medio del arte» en su tierra natal, pero se quejaba también de la «atmósfera parda» o el «sol anémico» de París, que contraponía a su madre «Portugal prodigioso, país supremo para artistas».
Según Helena Freitas, «el alimento espiritual de Amadeo es también la iconografía de su tierra y de sus tipologías». En su pintura encontramos alusiones a esa luz diferente; Al sol, a las montañas, a las azules y molinos; A los blancos de las tiendas de las ferias; A las canciones, a los muñecos y figuras populares ... (Canción Popular - la Rusa y el Figaro, 1919).

### Últimas obras

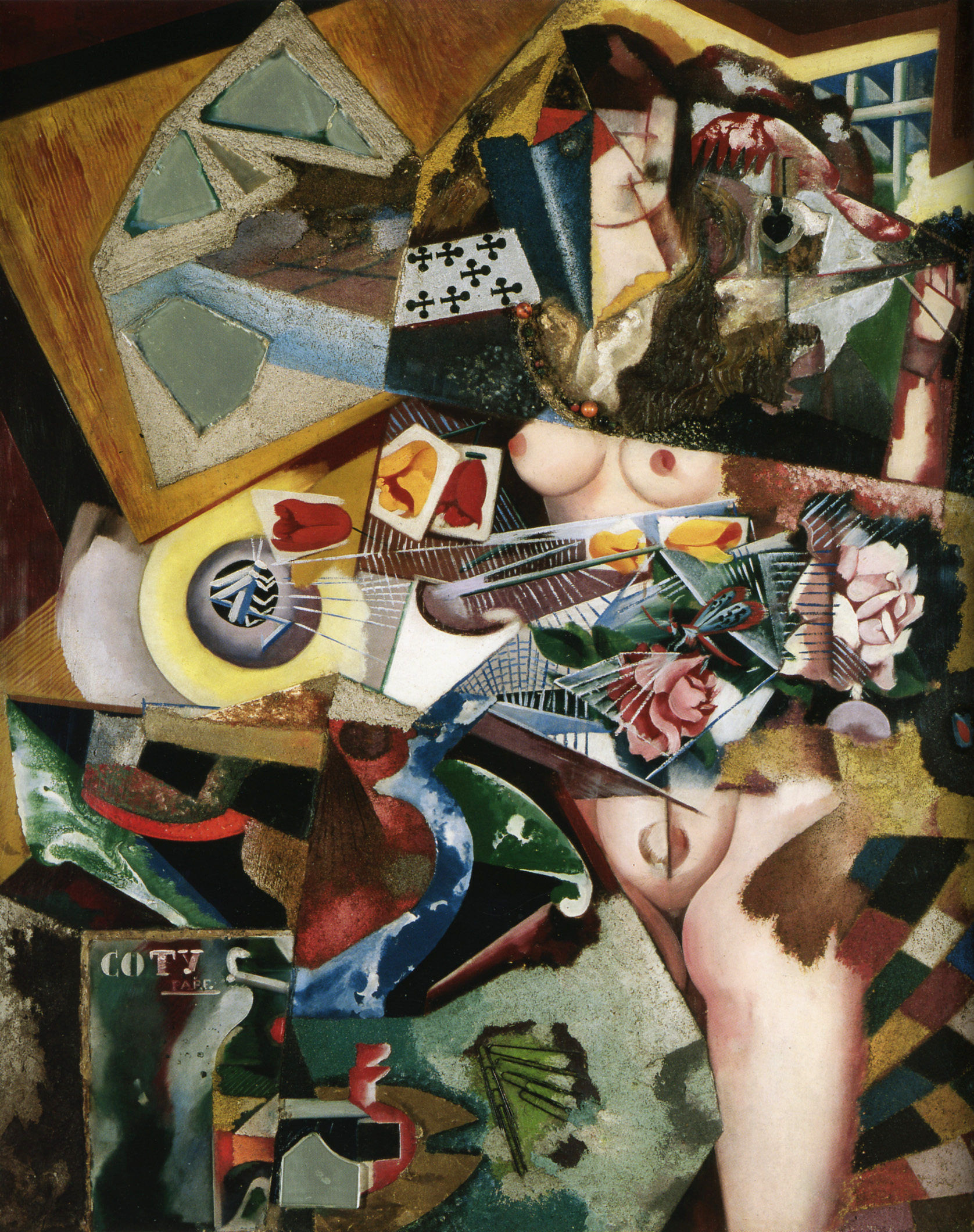
Coty, c. 1917, óleo sobre tela con materiales inertes pegados y otros materiales (trozos de espejos, vidrio, ganchos, un collar y papel),

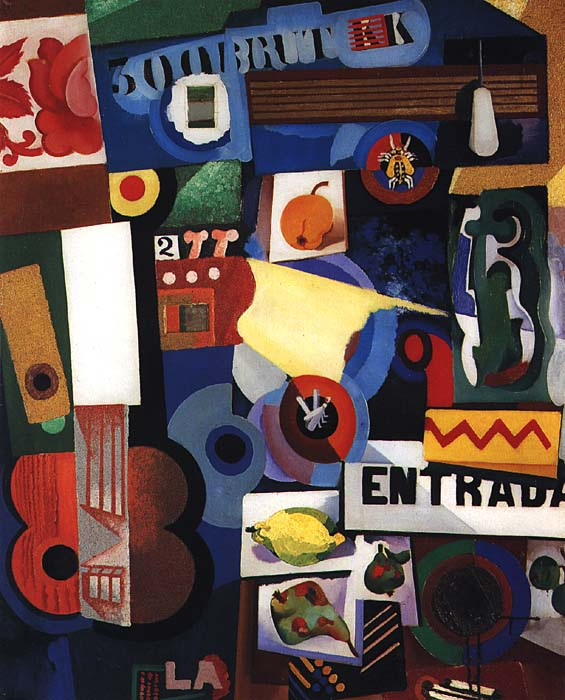
Título desconocido- Entrada, c. 1917, óleo sobre tela con collage de materiales inertes y otros materiales (tres espejos y un trozo de madera / tortuga),

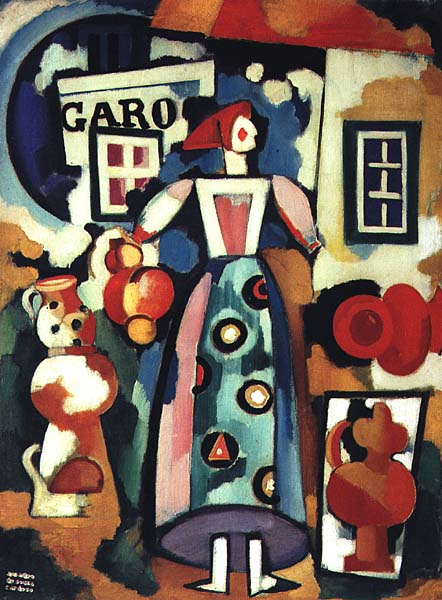
Canção Popular - a Russa e o Fígaro, c. 1916, óleo sobre tela,

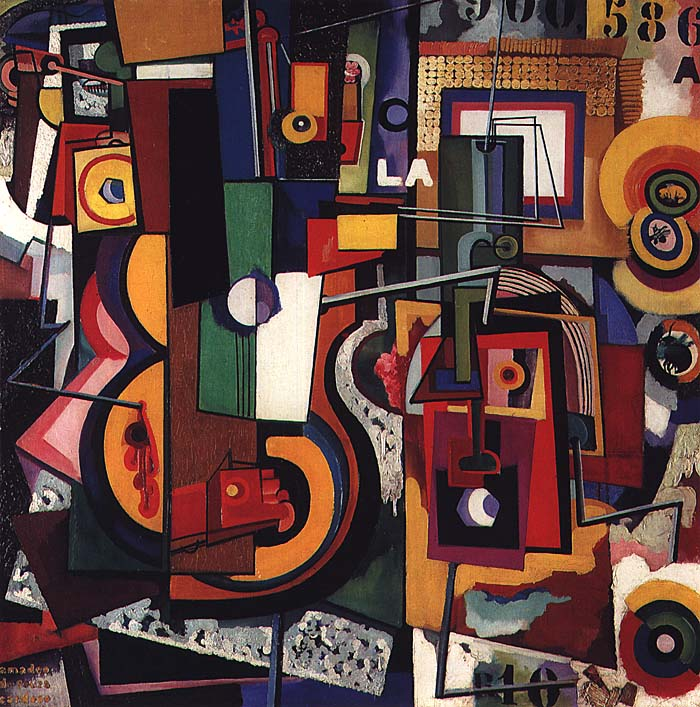
Título desconocido, c. 1917, óleo sobre tela con fragmentos pegados como fósforos de cera y madera, 93,5 x 93,5 cm

Regresa a Portugal tras conocer la eclosión de la Primera Guerra Mundial (1914-1918): «este giro de página va a trastornar definitivamente sus proyectos y cerrar para siempre su libro de viajes». En el norte del país, queda remitido a una zona periférica. Ese aislamiento es apenas mitigado por los encuentros con Eduardo Viana, Sonia y Robert Delaunay, y por brevísimos contactos con elementos del llamado "grupo futurista portugués. Vive estos últimos año su período de «mayor energía y creatividad individual», en un frenesí creativo, soñando con la participación en muestras internacionales (que nunca se concretan) y con el regreso, siempre pospuesto, a París. «En este trabajo, sabiamente manipulador de una memoria selectiva, están presentes los signos de madurez del artista en la elección de su camino, pero es un camino solitario y desamparado». Y esas obras notables, donde desarrolla investigaciones consonantes con la de autores famosos de las vanguardias de la época, de los cubistas a los miembros de la vanguardia rusa, quedarán prácticamente olvidadas de la historiografía internacional del arte.
Sus últimos trabajos, datados en 1917, «son el núcleo más consistente y poderoso de su afirmación como artista». En estas obras se refuerzan las asociaciones inesperadas, ilógicas y al mismo tiempo se engrandecen y perfeccionan los procesos técnicos, en el espesor y materialidad de las tintas mezcladas con arenas y otros añadidos, en los collages, en los trampantojos y sus simulaciones. Partiendo de un principio generador basado en la fragmentación cubista, integrará en la pintura elementos iconográficos típicos de ese movimiento, fragmentos apropiados de la vida real (madera, espejos, ganchos de pelo, etc.), representaciones de partes del cuerpo o de los productos contemporáneos, producidos de la industria (como una máquina registradora), y formas totalmente abstractas. Esta diversidad aparentemente incongruente se gestiona de forma magistral, «en un juego combinado potente y de una energía plástica extraña» que coloca estas obras junto a las pinturas más notables contemporáneas.
Aunque la «notoriedad de su recorrido expositivo e integración en el contexto internacional de los diálogos de vanguardia» lo coloquen en el centro de la revolución que atravesó el mundo de las artes en las primeras décadas del siglo XX, el origen de un país periférico, su muerte prematura e inconstancia estilística, «camaleónica»,crearon serias dificultades para su reconocimiento. Incluso en Portugal, después de su muerte tuvo que pasar mucho tiempo hasta que su obra recibiera la debida atención. Sólo en 1983, con la inauguración del Centro de Arte Moderno de la Fundación Calouste Gulbenkian, se logró finalmente un acceso real y permanente a obras de referencia como Título desconocido (Entrada), o Título desconocido (Coty), 1917.

## Reseña
- 1922 – Son expuestas tres pinturas (cedido por la colección de A. S. Eddy) en Chicago - The Art Insitute of Chicago. La revista Contemporânea (1915-1926).
- 1925 – Exposición retrospectiva de Amadeo en la Galerie Briant-Robert, París. O 1º Salón de Otoño, Lisboa, incluyendo un homenaje al pintor.
- 1935 – Creación del Prémio Amadeo de Souza-Cardoso, SPN, que se entrega anualmente en el Salón de Arte Moderno.
- 1953 – Inauguración de la Sala Amadeo de Souza-Cardoso en la Biblioteca-Museu Municipal de Amarante. Incorporación de cinco pinturas al Museu Nacional de Arte Contemporânea, Lisboa.
- 1956 – Exposición antológica en la Galería Alvarez, Porto.
- 1957 – Se edita la primera monografía de Amadeo, de la autora de José Augusto França.
- 1958 – Exposición retrospectiva eb la Casa de Portugal, París.
- 1959 – Incorporación de la pintura Les Cavaliers en el MNAM, París. Exposición retrospectiva, Palácio Foz, Lisboa, y en el Museu Nacional Soares dos Reis, Porto. Representación de Amadeo en la V Bienal de S. Paulo, Brasil. La revista Pirâmide  (1959-1960) reproduce el estudio "Farol Bretão", en su n.º 2 (jun. 1959).
- 1968 – Adquisición de las 5 primeras obras de Amadeo por la Fundação Calouste Gulbenkian, Lisboa.
- 1969 – Conmemoración por los 50 años de la muerte de Amadeo, Galería a Bucholz, Lisboa. Exposición de las obras adquiridas por la Fundação Calouste Gulbenkian en París, Fundação Calouste Gulbenkian, Lisboa.
- 1983 – Inauguración del Centro de Arte Moderna, Fundação Calouste Gulbenkian, Lisboa; obras de Amadeo pasan a formar parte del Centro de forma permanente.
- 1987 – Centenário del nacimiento de Amadeo de Souza-Cardoso, Fundação Calouste Gulbenkian, Lisboa.
- 1991 – Exposición en Europa, Bruxelas.
- 1998 – Fundación Juan March, Madrid.
- 1999 – At the Edge: A Portuguese Futurist, Amadeo de Sousa-Cardoso, The Corcoran Gallery of Art, Washington D.C. y The Arts Club of Chicago, EE. UU.
- 2001 – Amadeo de Souza-Cardoso: um pioneiro do Modernismo em Portugal, Museu do Chiado, Lisboa.
- 2006 – Amadeo de Souza-Cardoso: Diálogo de Vanguardas, Centro de Arte Moderna José de Azeredo Perdigão, Fundação Calouste Gulbenkian, Lisboa.
- 2007 – Ein Pionier aus Portugal, museu Ernst Barlach, Hamburgo.
- 2016 – Amadeo de Souza-Cardoso, Grand Palais, París; comissariado: Helena de Freitas.

Bajo la coordinación científica de Helena de Freitas, la Fundación Calouste Gulbenkian publicó, en colaboración con la Editora Assírio & Alvim, las siguientes obras de referencia:
- Freitas, Helena de – Amadeo de Sousa-Cardoso: Fotobiografia [Catalogue Raisonné]. Lisboa: Fundação Calouste Gulbenkian, 2007. ISBN 978-972-635-192-4
- Freitas, Helena de – Amadeo de Sousa Cardoso: Pintura [Catalogue Raisonné]. Lisboa: Fundação Calouste Gulbenkian, 2008. ISBN 978-972-635-203-7